# Gita
"Gita" é uma canção composta pelo cantor e compositor Raul Seixas e pelo escritor Paulo Coelho e lançada originalmente em um compacto simples, em julho de 1974. Apesar de Raul já ser conhecido à época do seu lançamento, o sucesso dessa música é creditado como responsável pelo status que o compositor baiano adquiriria nos anos seguintes, tendo o compacto vendido 600 mil cópias. O próprio álbum homônimo, puxado pela faixa título, ultrapassou a vendagem de 100 mil cópias no ano de seu lançamento, sendo certificado disco de ouro.
Em 2009, foi escolhida pela revista Rolling Stone Brasil como uma das 100 maiores músicas brasileiras figurando no 72° lugar.

## Faixas
O compacto foi lançado com duas faixas, uma em cada lado do disco de vinil de 7 polegadas, tocado à 33 1/3 RPM, ambas escritas por Raul Seixas e Paulo Coelho.
| Gîtâ           |                     |         |  |
| N.º            | Título              | Duração |  |
| 1.             | "Gita"              | 4:50    |  |
| 2.             | "Não Pare na Pista" | 2:50    |  |
| Duração total: | Duração total:      | 7:40    |  |

## Produção e promoção
O videoclipe, gravado para o programa Fantástico, da TV Globo, e criado por Cyro Del Nero, é considerado um dos primeiros números musicais em cores a fazer sucesso na televisão brasileira. Antes de tocá-lo no programa, Raul afirmou:
Esse fenômeno mágico, esse interesse súbito, vamos dizer assim, por essa magia, por essa coisa toda que tá pintando agora, como o filme O Exorcista, essa coisa toda está sendo considerada causa, quando na realidade, é um efeito. A música Gita coloca bem isso, ela desperta em cada um o que a pessoa é: o bem e o mal como sendo uma coisa só. E desperta, na pessoa, Deus como um todo.

## Contexto e análise
Seu título faz alusão a um dos textos sagrados do hinduísmo, o Bhagavad Gita, que faz parte do Mahabharata, um dos dois textos épicos mais importantes da Índia e considerado por alguns autores como o texto sagrado mais importante da religião hindu. O texto indiano trata de um diálogo travado entre o guerreiro Arjuna e Krishna, antes da guerra de Kurukshetra, no qual o primeiro pergunta pela natureza de Krishna.
| “ | 20 - Eu sou a Essência Espiritual que habita nas profundezas da alma e no íntimo de cada criatura - o princípio, o meio e o fim de todas as coisas; a sua origem, a sua existência, o seu termo final. 21 - Eu sou Vishnu entre as forças criadoras; entre os seres do mundo sideral, eu sou o sol; nos espaços atmosféricos sou a tempestade; entre as luminárias do céu noturno sou a lua. | ” |